# Martina Školková
Martina Školková (* 21. Dezember 1984 in Partizánske, Tschechoslowakei) ist eine ehemalige slowakische Handballspielerin, die für die slowakische Nationalmannschaft auflief.

## Karriere

### Im Verein
Školková begann das Handballspielen in ihrer Geburtsstadt bei Slávia Partizánske und schloss sich später dem Verein IUVENTA Michalovce an. Mit IUVENTA Michalovce gewann sie in den Jahren 2006 und 2007 die slowakische Meisterschaft. Die Rückraumspielerin lief ab der Saison 2007/08 für den Ligakonkurrenten ŠKP Bratislava auf, mit dem sie 2008 und 2009 die slowakische Meisterschaft sowie 2009 den slowakischen Pokal gewann. Im Jahr 2009 unterschrieb sie einen Vertrag beim französischen Erstligisten Cercle Dijon Bourgogne. Zur Saison 2018/19 wechselte sie zum Ligakonkurrenten OGC Nice Côte d’Azur Handball. Nachdem Školková im Alter von 38 Jahren schwanger geworden war, gab sie im November 2022 ihr Karriereende bekannt.

### In Auswahlmannschaften
Školková nahm mit der slowakischen Nationalmannschaft an der Europameisterschaft 2014 teil, bei der die Slowakei den zwölften Platz belegte.

## Ehrungen
Školková wurde zur slowakischen Handballspielerin des Jahres 2014, 2015, 2016 und 2017 gewählt.